# PSO-1

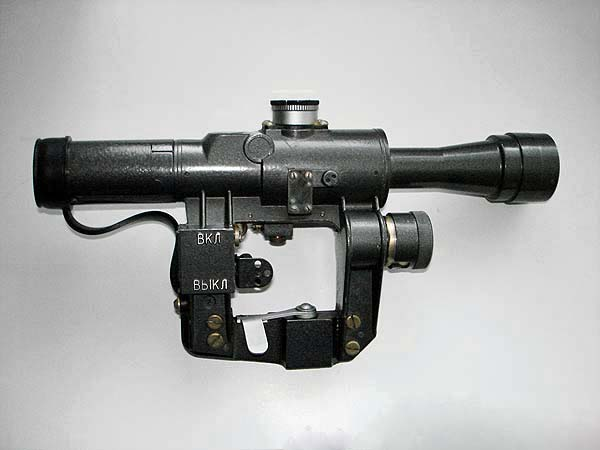
Una PSO-1M2 de 4x24, actual mira telescópica militar estándar rusa.

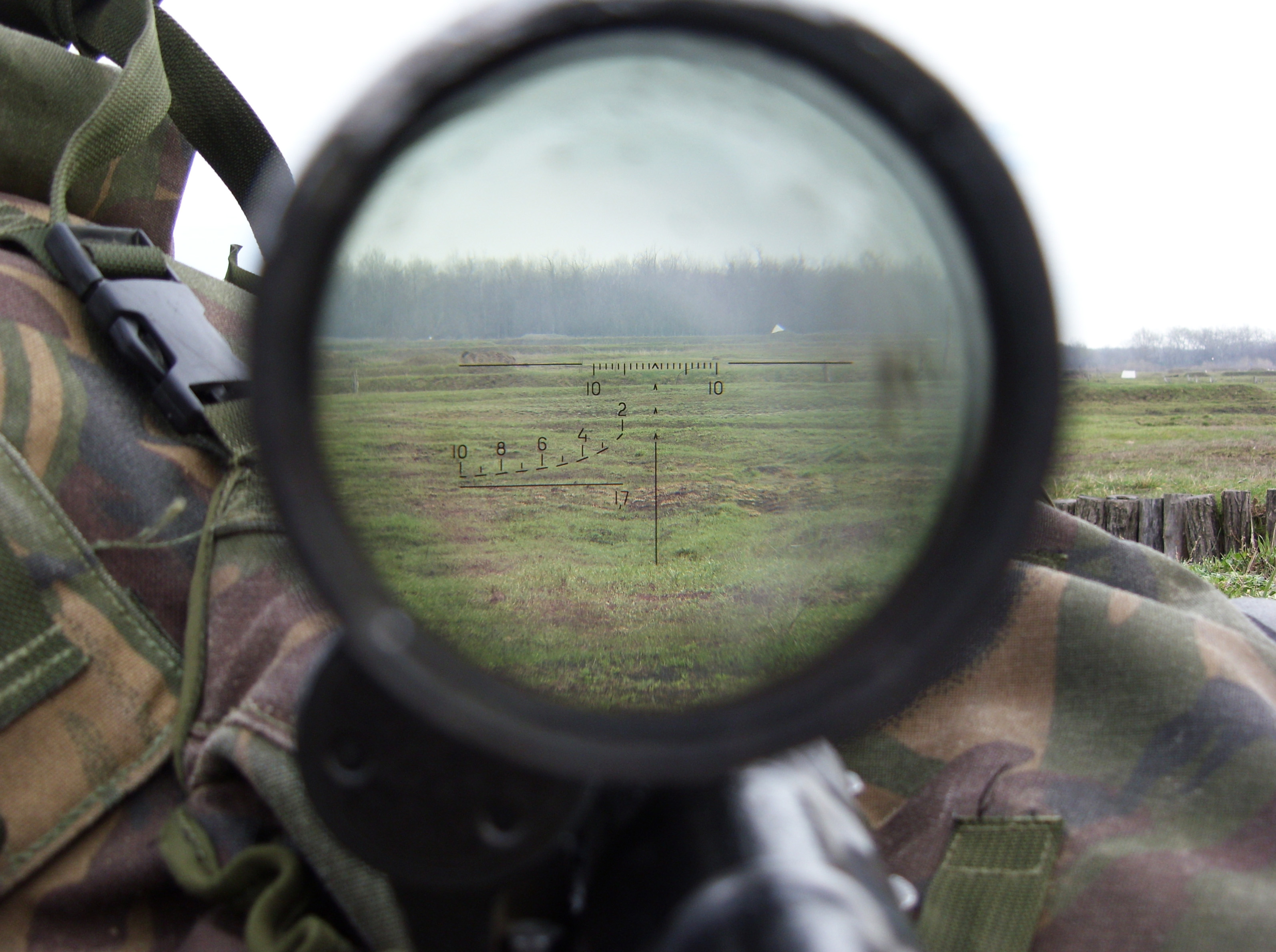
Vista a través de una PSO-1, montada en un fusil de francotirador Dragunov.

La PSO-1 (Прицел Снайперский Оптический, Pritsel Snaipersky Optichesky; Mira Óptica de Francotirador, en ruso) es una mira telescópica fabricada en Rusia por la Fábrica Estatal de Instrumentos Ópticos de Novosibirsk (NPZ) y suministrada con el fusil de francotirador Dragunov.
Cuando fue introducida hacia 1964, la PSO-1 era la mira telescópica más avanzada diseñada para un fusil de francotirador producido en serie.[cita requerida]

## Diseño
La PSO-1 fue específicamente diseñada para el Dragunov como una mira telescópica militar para tiradores asignados. Su versión actual es la PSO-1M2. Esta mira telescópica se distingue de la PSO-1 original solamente por no tener el ya obsoleto detector infrarrojo. El cuerpo metálico de la PSO-1 está hecho de una aleación de magnesio. La PSO-1 tiene una retícula iluminada en rojo por un sencillo diodo alimentado con batería. Tiene lentes multi-capa bien pulidos y un acabado de esmalte horneado para protegerla de rayaduras, así como un parasol extensible, de rápido despliegue, acoplado.
El cuerpo de la mira telescópica está sellado y lleno de nitrógeno, que previene el empañamiento de las lentes y fue diseñado para funcionar entre temperaturas de -50 °C a 50 °C. Para ajustar la mira telescópica, se ajusta la retícula mediante las perillas de elevación y azimut con incrementos de 5 cm a 100 m (0,5 mil o 1,72 MDA).
Considerada la mira telescópica militar soviética de alta gama, la calidad de la PSO-1 es mayor que la de otras miras telescópicas del mismo tipo. La PSO-1 no tiene un ajuste de enfoque ni un control de compensación de paralaje. La mayoría de miras tácticas militares modernas con aumentos fijos de bajo poder, tales como la ACOG, la C79 o la SUSAT (ideadas para disparar a distancias cortas y medias antes que a larga distancia), tampoco tienen estas características. Las miras telescópicas modernas con aumentos fijos de alta gama, ideadas para disparos a larga distancia, usualmente ofrecen una o ambas características. La ubicación del cuerpo de la mira a la izquierda del eje del cañón puede no ser confortable para todos los tiradores.     

### Perilla de elevación con compensación de caída de la bala

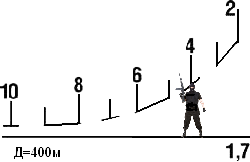
Una persona de 1,70 m ubicada correctamente a 400 m.

La perilla de elevación de la PSO-1 tiene compensación de caída de la bala (CCB) en incrementos de 50 m o 100 m para atacar blancos puntuales o dispersos a distancias de 100 m hasta 1000 m. A mayores distancias, el tirador debe usar los chevrones que pueden variar la trayectoria por 100 m por cada chevron. La compensación de caída de la bala debe ajustarse en la fábrica para una trayectoria balística particular obtenida a partir de la combinación del fusil y el cartucho a una densidad del aire predefinida. Inevitablemente pueden ocurrir errores de la CCB si las condiciones ambientales y meteorológicas difieren de las condiciones en que se calibró la CCB. Los tiradores pueden ser entrenados para compensar estos errores.
Además de la elevación con CCB, la perilla del azimut o ajuste horizontal también puede ser accionada por el usuario sin necesidad de retirar su tapa protectora.

### Retícula

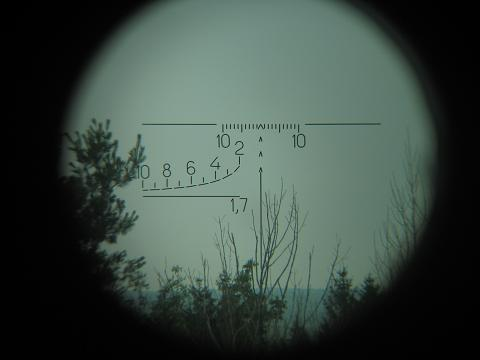
La retícula con telémetro de la PSO-1. La esquina inferior izquierda puede emplearse para determinar la distancia de un blanco con una altura de 170 cm.

La PSO-1 tiene una retícula con elementos "flotantes" diseñados para emplearse en estimar el alcance, así como para compensar la caída de la bala y su desviación.
El chevron (^) superior central es empleado como la principal marca de puntería. Las líneas verticales del plano horizontal son para correcciones de azimut y elevación, también pudiendo emplearse para telemetría.
A la izquierda se encuentra un telémetro estadimétrico que puede emplearse para determinar la distancia de una persona u objeto con una altura de 1,70 m desde 200 m hasta 1000 m. Para obtener la distancia, se alinea la parte más baja del blanco sobre la línea horizontal inferior. Cuando la parte superior del blanco toca la línea curvada de arriba, se puede determinar la distancia.
Este diseño de retícula también es empleado en varias miras telescópicas producidas y empleadas por países exmiembros del Pacto de Varsovia.[cita requerida]
Los tres chevrones inferiores del centro son empleados como puntos de apoyo para atacar blancos dispersos a distancias de más de 1000 m (el alcance máximo de la CCB en la perilla de elevación). El usuario debe ajustar la perilla de elevación a 1000 m y después aplicar los chevrones para 1.100, 1.200 o 1.300 metros respectivamente.
Las 10 líneas verticales en el plano horizontal de la retícula pueden ser empleadas para compensar el azimut o blancos en movimiento, además de emplearse para telemetría adicional, ya que están espaciadas a intervalos de 1 miliradián, por lo que un objeto de 5 m de ancho aparecerá con un ancho de 10 líneas a 500 m.
La retícula puede ser iluminada por una pequeña bombilla alimentada mediante una pila.

## Sistema de montaje
Al montaje específico de la mira telescópica se le puede ajustar la tensión sobre el riel lateral del fusil de francotirador Dragunov. El riel lateral es un montaje en cola de milano del Pacto de Varsovia. El riel lateral posiciona el eje de la PSO-1 al lado izquierdo en relación con el eje central del cajón de mecanismos. El montaje tiene una tuerca ranurada que se enrosca en la parte inferior de la palanca de fijación. Ésta debe presionarse para poder ajustar o aflojar la tuerca ranurada según sea necesario.
La mira telescópica es acoplada al fusil en la fábrica, grabando su número de serie en la cantonera de la culata del Dragunov. Los fusiles rusos de cacería Tigr (basados en el Dragunov) tienen su número de serie grabado en el mecanismo de montaje de la mira telescópica PSO-1M2.[cita requerida]

## Accesorios
La PSO-1 es suministrada con una capucha de lente que puede acoplarse al ocular para reducir/eliminar la luz que distorsiona la imagen, así como una funda de transporte para proteger la mira telescópica cuando es transportada o almacenada.

## Especificaciones
- Aumento: 4x
- Diámetro del objetivo: 24 mm
- Campo de visión: 6°
- Apertura: 6 mm
- Soporte del ocular: 80 mm
- Resolución óptica límite: 12 SDA (segundo de arco)
- Fuente de energía para iluminar la retícula: 1 pila AA
- Peso: 0.6 kg
- Dimensiones: (largo x ancho x alto): 375 x 70 x 132 mm